# セバスチャン・ハーディー
セバスチャン・ハーディー（Sebastian Hardie）は、オーストラリアのプログレッシブ・ロック・バンド。

## 略歴
1973年にシングル・デビュー。当初はまだプログレッシブ・ロック色は薄かったが、マイク・オールドフィールドに刺激され、壮大なプログレッシブ・ロックを追究するようになる。
1975年、ファースト・アルバム『フォー・モーメンツ』を発表（『哀愁の南十字星』という邦題で日本でも発売された）。地元オーストラリアでは「Rosanna」がシングル・カットされ、インストゥルメンタル曲ながらヒットした。翌1976年、アルバム『ウィンドチェイス』をリリースした後に解散。
マリオ・ミーロとトイヴォ・ピルトは、後継のバンド「ウィンドチェイス (Windchase)」を結成してアルバム『シンフィニティー』（1977年）を発表するが、ほどなく解散。
マリオはソロ活動に転じ、また、オーストラリアのTV業界では売れっ子の作曲家となる。
1994年、ロサンゼルスで行われたフェスティバル「PROGFEST」で、オリジナル・メンバーによる再結成ライブを行う。この時の演奏は、1999年に『ライヴ・イン・LA』というタイトルでCD化された。
2003年7月、初来日公演。前座はマリオ・ミーロのバンドであった。以降、再び活動停止。
2011年に再結成。35年ぶりのアルバム『ブループリント』を発表した。

## 音楽性
マイク・オールドフィールドの影響を受けており、ライブでもマイクの代表曲「チューブラー・ベルズ」を取り上げている。また、サンタナの前座バンドを務めたことがあり、作品にもラテン・ロックの影響が感じられる。
メロトロンやシンセサイザーを多用したシンフォニック・サウンドを背景に、メロディアスなギター・ワークが主役として鳴り響く、という構造が多い。
大作をドラマティックに展開させる作曲能力に長けており、『フォー・モーメンツ』『ウィンドチェイス』の両方に、レコードのA面を丸々使った大作が収録されている（『フォー・モーメンツ』のA面には、4つの曲名があるが、実質的には1つの組曲で、ライブでも続けて演奏されていた）。

## メンバー
セバスチャン・ハーディー
- ジョン・イングリッシュ (Jon English) – リズム・ギター、ボーカル (1968年–1971年)、プロデューサー (1975年)
- グレアム・フォード (Graham Ford) – リード・ギター (1967年–1973年)
- アナトール・コノニュースキー (Anatole Kononewsky) – キーボード (1968年–1972年)
- アレックス・プラヴシック (Alex Plavsic) – ドラム、パーカッション (1968年–1976年)
- ピーター・プラヴシック (Peter Plavsic) – ベース (1968年–1976年)
- マリオ・ミーロ (Mario Millo) – リード・ギター、ボーカル、マンドリン (1973年–1977年)
- スティーヴ・ダン (Steve Dunne) – キーボード (1972年–1974年)
- トイヴォ・ピルト (Toivo Pilt) – キーボード (ムーグ、メロトロン、ピアノ、ハモンド・オルガン)、ギター (1974年–1977年)
- ダグ・ネザーコート (Doug Nethercote) – ベース (1976年–1977年)

※ピーターとアレックスは兄弟。
ウインドチェイス
- ダグ・ブリー (Doug Bligh) – ドラム (1976年–1977年)
- マリオ・ミーロ (Mario Millo) – リード・ギター、ボーカル (1973年–1977年)
- ダグ・ネザーコート (Doug Nethercote) – ベース (1976年–1977年)
- トイヴォ・ピルト (Toivo Pilt) – キーボード、ギター (1974年–1977年)
- ダンカン・マグワイア (Duncan McGuire) – ベース (1977年)
- ラルフ・クーパー (Ralph Cooper) – ドラム (1977年)

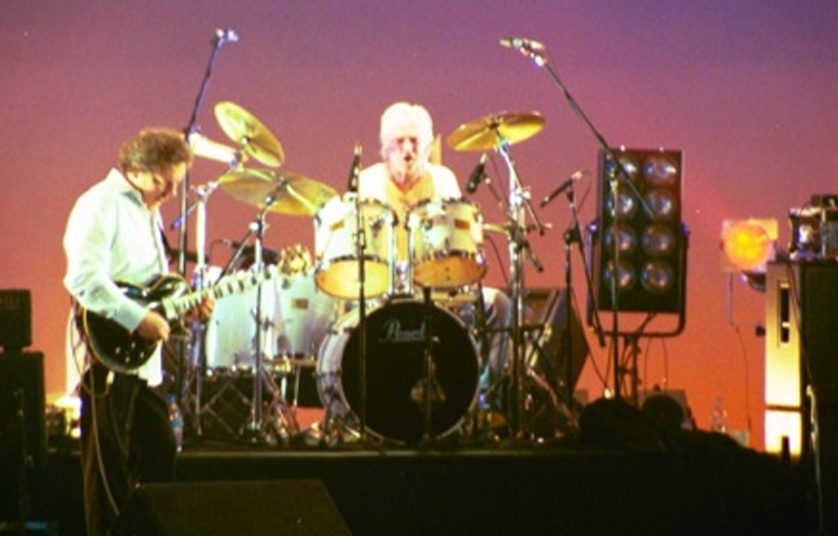
マリオ・ミーロ (ギター)、アレックス・プラヴシック (ドラムス)
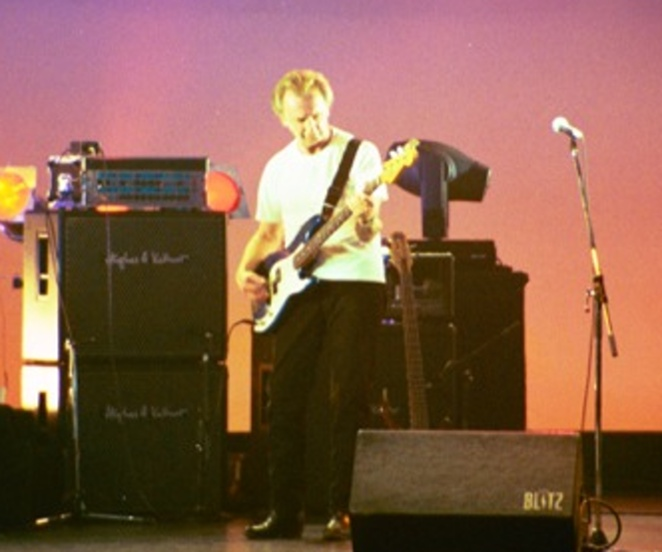
ピーター・プラヴシック (ベース)
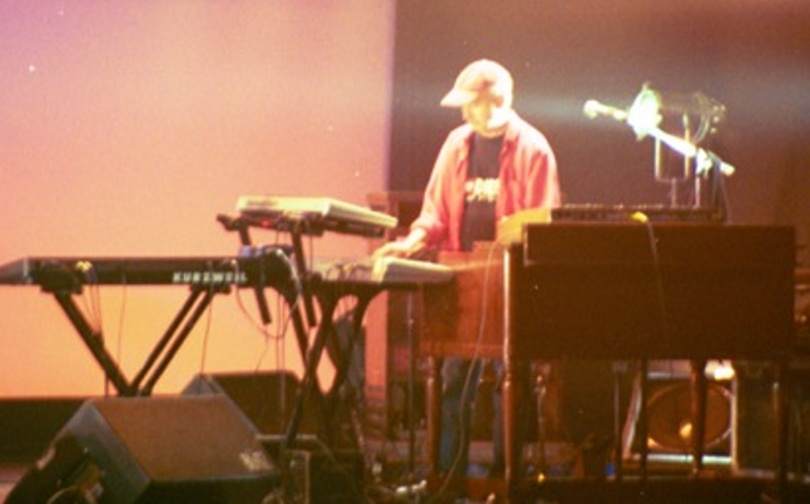
トイヴォ・ピルト (キーボード)

## ディスコグラフィ

### アルバム
- 『フォー・モーメンツ』 - Four Moments (1975年) ※旧邦題『哀愁の南十字星』
- 『ウィンドチェイス』 - Windchase (1976年) ※旧邦題『風の唄』
- 『シンフィニティー』 - Symphinity (1977年) ※ウィンドチェイス名義。旧邦題『夢幻神殿』
- Rock Legends (1980年) ※コンピレーション
- Four Moments of the Windchase (1990年) ※コンピレーション
- 『ライヴ・イン・LA』 - Sebastian Hardie – Live in L.A. (1997年) ※1994年録音
- 『ブループリント』 - Blueprint (2011年)

### シングル
- "All Right Now" (1973年)
- "Day After Day" (1974年)
- "Rosanna" (1975年)
- "Glad to be Alive" (1977年) ※ウィンドチェイス名義
- "Flight Call" (1977年) ※ウィンドチェイス名義

### 関連アルバム
マリオ・ミーロ
- 『エピックIII』 - Epic III (1979年)
- 『ヒューマン・ゲイムス』 - Human Games (1983年)
- 『オーシャンズ・オブ・ザ・マインド』 - Oceans Of The Mind (2001年)

マリオはその他多くのサウンドトラックアルバムを制作。
Tramtracks
- See (2007年)
- Rain (2008年)
- You (2010年)

トイヴォ・ピルトが結成したバンド。